# Суходол (приток Кумылги)
Суходол — река, левый приток Кумылги, протекает по территории Кумылженского района Волгоградской области России. Длина реки — 33 км, площадь водосборного бассейна — 278 км². Годовой сток — 0,0015 км³. Расход воды — 0,048 м³/c.

## Описание
Суходол начинается около хутора Жуковский. Генеральным направлением течения реки является юго-запад. Около устья теряется на восточной окраине хутора Обливский к северу от станицы Кумылженская.

## Данные водного реестра
По данным государственного водного реестра России относится к Донскому бассейновому округу, водохозяйственный участок реки — Хопёр от впадения реки Ворона и до устья, без рек Ворона, Савала и Бузулук, речной подбассейн реки — Хопер. Речной бассейн реки — Дон (российская часть бассейна).
Код объекта в государственном водном реестре — 05010200512107000007889.